# Piasecki PV-2
Piasecki PV-2 nebo také P-V Engineering Forum PV-2 byl jednomístný vrtulník navržený Frankem Piaseckim roku 1943. Vrtulník byl technologickým demonstrátorem, který rozvíjel koncept letadel schopných vertikálního vzletu a přistání. Byl jedním z prvních vrtulníků, které vznikly na území Spojených států.
První let tento vrtulník absolvoval se svým konstruktérem F. Piaseckim dne 11. dubna 1943. V té době měl F. Piasecki nalétáno pouhých 14 hodin  na letadle s pevným křídlem. F. Piasecki se později stal prvním držitelem licence pro pilotování vrtulníku na území Spojených států.
Pro propagaci vrtulníku a společnosti vznikl krátký film „An Air Flivver in Every Garage“.
20. října 1943 byly představitelům armády a komerčních leteckých operátorů schopnosti vrtulníku ve Washingtonu D.C.
Jediný vyrobený vrtulník tohoto typu se nachází ve sbírkách národním muzeum letectví a kosmonautiky, centrum Stevena F. Udvar-Házy. Do sbírek muzea jej Piasecki věnoval roku 1965.

## Specifikace
Technické údaje
- Posádka: 1
- Délka: 7,7 m (25 ft)
- Prázdná hmotnost: 326,5 kg (720 lb)
- Celková hmotnost: 453,8 kg (1 000 lb)
- Pohonná jednotka: 1 × vzduchem chlazený čtyřválcový pístový motor Franklin  o výkonu 66 kW (90 k)
- Průměr rotoru: 16,36 m (53,7 ft)
- Plocha rotoru: 45,6 m2 (491 sq ft)

Výkony
- Maximální rychlost:  160,9 km/h (100,0 mph)
- Cestovní rychlost 128,75 km/h (80,00 mph)
- Dolet: 240 km (150 mi)